# Celia Caturelli
Celia Caturelli (* 15. November 1953 in Córdoba) ist eine argentinische Künstlerin. Sie lebt heute in Deutschland und lehrte von 1997 bis 2019 an der Hochschule Düsseldorf.

## Leben
Celia Caturelli studierte zuerst von 1971 bis 1976 Moderne Literatur an der Nationalen Universität Córdoba. Parallel dazu studierte sie Malerei und freie Grafik an der Escuela de Bellas Artes Dr. Figueroa Alcorta in Códoba von 1972 bis 1975. Dem folgte 1979 bis 1983 ein weiteres Kunststudium an der Universidad Nacional de Córdoba. 1984 wurde sie vom Fondo Nacional de las Artes in Buenos Aires mit dem Albrecht Dürer-Preis für Malerei ausgezeichnet.
Von 1985 bis 1986 studierte sie mit einem Stipendium des DAAD an der Universität der Künste Berlin. 1987 war sie Artist in residence in Budapest. 1997 erfolgte die Berufung an die Fachhochschule Düsseldorf, wo sie Künstlerische Grundlagen mit dem Schwerpunkt Malerei lehrte.
Sie hat an einer Reihe von Ausstellungen teilgenommen, darunter auch die Ausstellung Argentinier im Spiegel im Jahre 2001, die von der Botschaft der Republik Argentinien und vom Goethe-Institut veranstaltet wurde. Sie stellte dort gemeinsam mit argentinischen Künstlern wie Patricia Pisani, Miguel Rothschild, Viviana Martínez-Tosar, Martín Mele, Alejandro Dhers, Pablo Castagnola und Pat Binder ihre Arbeiten aus.
Celia Caturelli arbeitet seit 1994 bevorzugt mit Asphalt und schafft daraus Körperskulpturen.